# Новате-Миланезе
Нова́те-Милане́зе (итал. Novate Milanese, ломб. Novaa, лат. Novatum, Novas, Novatum Mediolanense) — город в Италии, в провинции Милан области Ломбардия.
Население составляет 20 046 человек (на 2004 г.), плотность населения — 3671,43 чел./км². Занимает площадь 5,46 км². Почтовый индекс — 20026. Телефонный код — 02.
Покровителями коммуны почитаются святые мученики Гервасий и Протасий, празднование 19 июня.

## Известные уроженцы и жители
- Анджело Убольди (итал. Angelo Uboldi) (1923-2006), итальянский футболист.